# Komunita Chemin Neuf
Komunita Chemin Neuf [šemen nöf] (fr. Communauté du Chemin Neuf, zkr. CCN) je katolická komunita s ekumenickým zaměřením (jejími členy jsou i křesťané z pravoslavné církve a církví evangelických a reformovaných). V komunitě žijí muži i ženy, laici i kněží, osoby se slibem celibátu i manželské páry.
Komunita vznikla r. 1973 v Lyonu z charismatického společenství, jehož vedoucím byl jezuitský kněz Laurent Fabre. Spiritualita komunity proto spojuje prvky
charismatické obnovy a ignaciánské spirituality.
Název komunity je odvozen z jejího prvního působiště (a dnešního "mateřského domu") v ulici Montée du Chemin Neuf v Lyonu, proto se slova Chemin Neuf (tj. Nová cesta) nepřekládají.
Komunita má přibližně 2 400 členů ve 30 zemích, aktivity (zejména evangelizační a formační) však rozvíjí v dalších 50 zemích, v nichž nesídlí. Na její činnosti se dále podílí asi 12 000 členů tzv. širšího společenství komunity (údaje z října 2021).
V České republice komunita působí od r. 1998. Jejím sídlem je bývalý jezuitský klášter v Tuchoměřicích u Prahy, dříve spravovala faru v Bartošovicích v Orlických horách a dům v Bílé Vodě v okrese Jeseník. Do února 2012 spravovala též Misijní centrum Arcibiskupství Pražského u sv. Apolináře v Praze.